# Cacamotla
Cacamotla är en ort i Mexiko.   Den ligger i kommunen Huauchinango och delstaten Puebla, i den sydöstra delen av landet, 140 km nordost om huvudstaden Mexico City. Cacamotla ligger 1 885 meter över havet och antalet invånare är 105.
Terrängen runt Cacamotla är bergig. Runt Cacamotla är det ganska tätbefolkat, med 155 invånare per kvadratkilometer. Närmaste större samhälle är Huauchinango, 4,8 km norr om Cacamotla. I omgivningarna runt Cacamotla växer i huvudsak blandskog.